# Aurillac
Aurillac (prow. Orlhac) – miejscowość i gmina we Francji, w regionie Owernia-Rodan-Alpy, w departamencie Cantal.
Według danych na rok 1990 gminę zamieszkiwały 30 773 osoby, a gęstość zaludnienia wynosiła 1070 osób/km² (wśród 1310 gmin Owernii Aurillac plasuje się na 3. miejscu pod względem liczby ludności, natomiast pod względem powierzchni na miejscu 235.).

## Aurillac FC
W 1953 w mieście został założony klub piłkarski Aurillac FC. W latach 1987–1993 oraz 1995–2011 występował w czwartej lidze.
| Reprezentanci kraju grający w klubie | Reprezentanci kraju grający w klubie |
| Imię i nazwisko                      | Reprezentacja                        |
| ------------------------------------ | ------------------------------------ |
| Kamel Larbi                          | Algieria                             |
| Guillaume Bèmènou                    | Benin                                |
| Placide Nyangala                     | Gabon                                |
| Aboubacar Sylla                      | Gwinea                               |
| Sylvain Moukwelle                    | Kamerun                              |
| Omar M’Dahoma                        | Komory                               |
| Ben Ahmed Djadid                     | Majotta                              |
| Antoine Jean-Baptiste                | Martynika                            |
| Souleymane Anne                      | Mauretania                           |
| Jacob Ba                             | Mauretania                           |
| Karim Imira                          | Reunion                              |
| Marcel Coraș                         | Rumunia                              |
| Khadim Thioub                        | Senegal                              |

1. ↑  Stan na grudzień 2023.

## Miasta partnerskie
- Bocholt, Niemcy
- Bassetlaw, Wielka Brytania
- Bougouni, Mali
- Altea, Hiszpania
- Vorona, Rumunia